# Incident de Takigawa

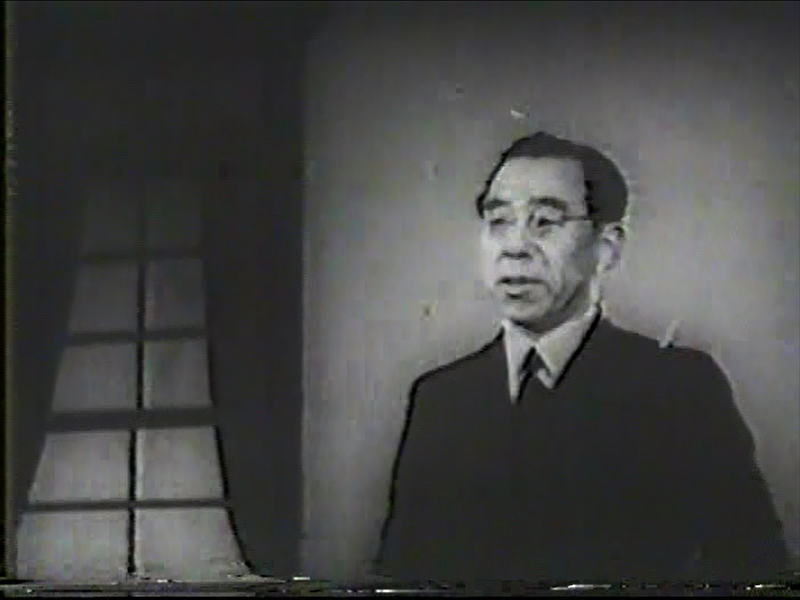
Yukitoki Takigawatiré d'"Une tragédie japonaise" (film japonais de 1946)

L'incident de l'université de Kyoto, ou l'incident de Takigawa, eut lieu en octobre 1932 lorsque le corps enseignant de la faculté de droit du professeur Yukitori Takigawa de l'université de Kyoto parla des besoins pour la justice de comprendre les racines sociales de la déviance de certains individus. Le plus important se produisit en mai 1933, quand le ministre de l'éducation Ichirō Hatoyama annonça que les théories de Yukitori sur le droit pénal s'inspiraient de conceptions marxistes et l'interdit d'enseignement. Ses confrères de la faculté de droit démissionnèrent alors pour protester contre cet état de fait.